# Pływalnia przy ul. Niestachowskiej w Poznaniu

Plan pływalni z 1939

Pływalnia przy ul. Niestachowskiej – zespół otwartych basenów kąpielowych zlokalizowanych w Poznaniu przy ul. Niestachowskiej (Sołacz-Niestachów).

## Historia
Ideę zbudowania kompleksu rekreacyjnych basenów dla mieszkańców miasta podnoszono jeszcze przed I wojną światową, wskazując jako dogodną lokalizację Sołacz – popularne miejsce rekreacji, odpoczynku i rozrywki. Pierwszy projekt powstał jednak dopiero w 1925, a ostateczny wybór dokładnej lokalizacji nastąpił w 1933 (kolejny projekt). Prace powierzono młodemu wówczas architektowi, późniejszemu marszałkowi Polski – Marianowi Spychalskiemu. Wykorzystał on naturalny układ doliny Bogdanki na Niestachowie. Rzeka została skanalizowana, spiętrzone wody były dostarczane dwustumetrową rurą, ogrzewane przez słońce, przepuszczane przez osadnik i odżelaziacz, a następnie doprowadzane do dwóch basenów – pływackiego (południowego) i kąpielowo-rekreacyjnego (północnego). Obiekt posiadał trybuny i skocznię do wykonywania skoków do wody. Ponadto istniały szatnie (drewniane), kawiarnie i kasy.
Całość basenów oddano do użytku 31 lipca 1938 (basen północny wraz z zapleczem ukończono w 1936), a podczas II wojny światowej jeszcze nieznacznie rozbudowano. Po zakończeniu wojny działalność reaktywowano 1 czerwca 1945, a w dniach 28-29 lipca tego roku rozegrano tutaj I Mistrzostwa Pływackie Regionu Poznańskiego zorganizowane przez Związek Walki Młodych z udziałem pięciu klubów (zwyciężył San). W rozegraniu wszystkich konkurencji przeszkodziła wówczas fatalna pogoda. Obiekty służyły do 1979, kiedy to zostały zamknięte z uwagi na zły stan techniczny i powojenne zaniedbania. Do dziś służą jako baseny rybne. Zachowana jest architektura całości, w tym skocznia. Według Szymona Piotra Kubiaka, znawcy architektury Poznania, cenna jest całość tego założenia, m.in. z uwagi na zastosowanie awangardowych form architektury nowoczesnej, w tym wyobleń przywodzących na myśl czeski rondokubizm.